# هام ويد
هام ويد (بالإنجليزية: Ham Wade)‏ هو لاعب كرة قاعدة أمريكي، ولد في 20 ديسمبر 1879 في سبرينغ في الولايات المتحدة، وتوفي في 21 يوليو 1968 في Riverside Township, New Jersey ‏ في الولايات المتحدة.